# Famille Palizzi
 (avril 2023).
La famille Palizzi est une famille sicilienne noble, célèbre par ses querelles avec les Chiaramonti au XIVe siècle.

## Historique
Elle gouverna longtemps le roi Pierre II, abusa du pouvoir, puis fut exilée. Rappelée en Sicile par le roi Louis, elle provoqua une guerre civile dans laquelle elle finit par être vaincue. La lutte sanglante qu’elle soutint contre les Chiaramonti ne se termina que lorsque la paix fut signée, en 1372, entre Frédéric II et Jeanne 1re de Naples.